# Sertaconazol
El sertaconazol es vendido bajo la marca Ertaczo. Entre otras, es un medicamento antimicótico que se usa para tratar el pie de atleta, la tiña, la pitiriasis versicolor y la candidiasis de la piel. Este medicamento se aplica en el área de infección dos veces al día durante 4 semanas.
Los efectos secundarios de este medicamento incluyen piel seca, piel quemada y piel inflamada. Pueden ocurrir reacciones alérgicas. Pertenece a la clase de medicamentos azol.
Este medicamento fue aprobado para uso médico en los Estados Unidos en 2003. En Estados Unidos, un tubo de 60 gramos cuesta alrededor de 830 dólares estadounidenses en 2021. Esto lo hace significativamente más caro que las opciones genéricas y de venta libre.